# Cry (Francia)
Cry è un comune francese di 191 abitanti situato nel dipartimento della Yonne nella regione della Borgogna-Franca Contea.

## Società

### Evoluzione demografica
Abitanti censiti